# Musée archéologique d'Istanbul
Le musée archéologique d'Istanbul (en turc, İstanbul Arkeoloji Müzesi) est un musée archéologique situé dans le district d'Eminönü à Istanbul, en Turquie, près du parc Gülhane, dans la première cour du palais de Topkapı.
Les musées archéologiques d'Istanbul (İstanbul Arkeoloji Müzeleri, nom officiel au pluriel), regroupent en réalité trois musées distincts :
- le Musée archéologique (bâtiment principal) ;
- le musée des Œuvres de l'Orient ancien ;
- le musée du Pavillon émaillé (Çinili Köşk « kiosque carrelé »).

Il abrite plus d'un million d'objets qui représentent presque toutes les ères et civilisations de l'histoire mondiale. Il a reçu en 1991 le prix du Musée du Conseil de l'Europe.

## Histoire

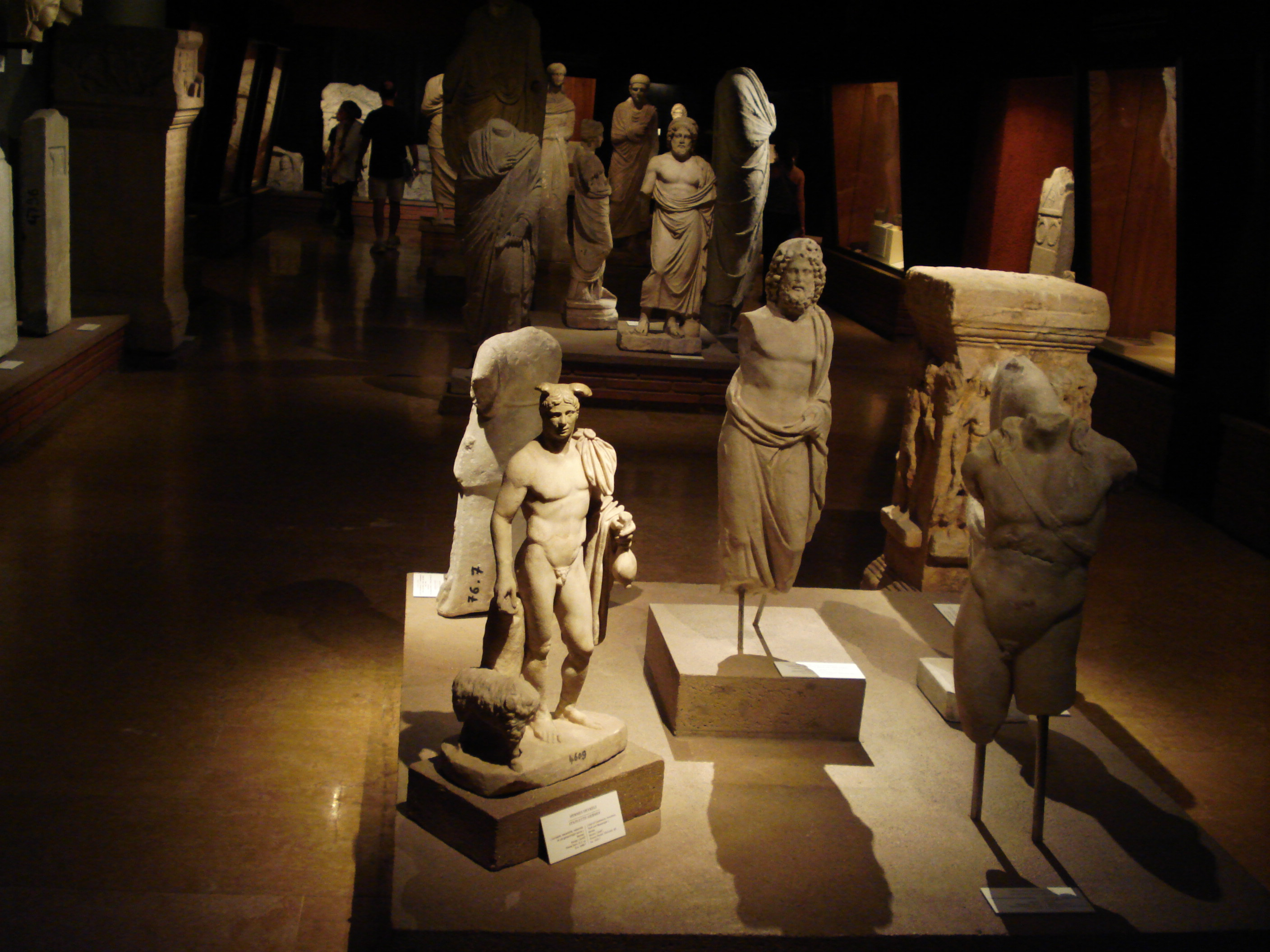
Collections de sculpture grecque classique

Le musée a été fondé en 1891, sous le sultan Abdülhamid II, par le peintre et archéologue Osman Hamdi Bey sous le nom de Müze-i Humayun (« Musée impérial ») en tant que musée archéologique central de l'Empire ottoman.
Le bâtiment principal a été construit dans un style néoclassique par l'architecte Alexandre Vallaury à partir de 1881, sur l'ordre de Osman Hamdi Bey, pour être achevé en 1908. La façade de l'édifice est inspirée du sarcophage d'Alexandre le Grand et du sarcophage des Pleureuses, deux des œuvres les plus célèbres du musée.
Le musée des Œuvres de l'Orient Ancien occupe un bâtiment construit à partir de 1883 pour abriter une école de beaux-arts. C'est en 1935, après une réorganisation, qu'il devient un musée. Fermé aux visiteurs en 1963, il rouvre, après restauration, en 1974.

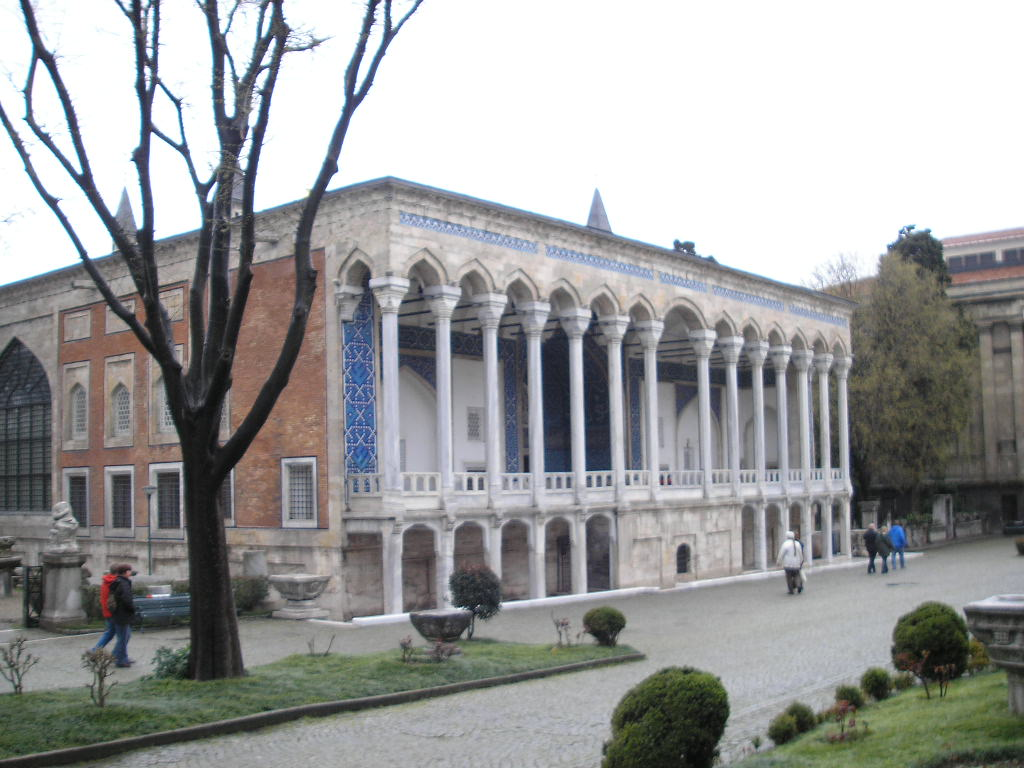
Pavillon émaillé

Le musée du Pavillon émaillé est un édifice commandé par Mehmed II en 1472 : c'est l'un des plus anciens édifices d'architecture civile ottomane d'Istanbul. Il a tenu le rôle de Musée impérial de 1875 à 1891. En 1953, il a été reconverti en musée des Arts turcs et islamiques et intégré au Musée archéologique. Il présente notamment une collection d'objets en céramique produits en Turquie.

## Collections

### Bâtiment principal
L'édifice du bâtiment principal est l'un des plus importants monuments néoclassiques construit à Istanbul. Son premier étage contient 800 000 monnaies et 70 000 livres. Le bâtiment principal abrite le sarcophage d'Alexandre, le sarcophage des Pleureuses, le sarcophage du Satrape, le sarcophage lycien, celui de Tabnit (roi phénicien de Sidon, vers 549–539 av. J.-C.) et les tombes royales de Sidon.
La construction du bâtiment principal a commencé en 1881 sous la direction d'Osman Hamdi Bey, pour être achevée en 1908. L'architecte est Alexandre Vallaury. La façade de l'édifice est inspirée du sarcophage d'Alexandre et de celui Pleureuses, deux des œuvres les plus célèbres du musée. L'édifice est l'un des plus importants monuments néoclassique d'Istanbul.
Le bâtiment comporte deux étages : vingt salles d'exposition principales occupent le rez-de-chaussée, tandis qu'à l'étage supérieur, seize autres salles exposent de plus petits objets et sculptures du Moyen Âge et des temps modernes. Une nouvelle annexe de six étages a été créée au sud-est du bâtiment principal.
En 2016, le musée archéologique d'Istanbul voit arriver les vestiges d'une tombe de type kourgane à Silivri, datant de l’âge du bronze.

#### Sarcophage d'Alexandre

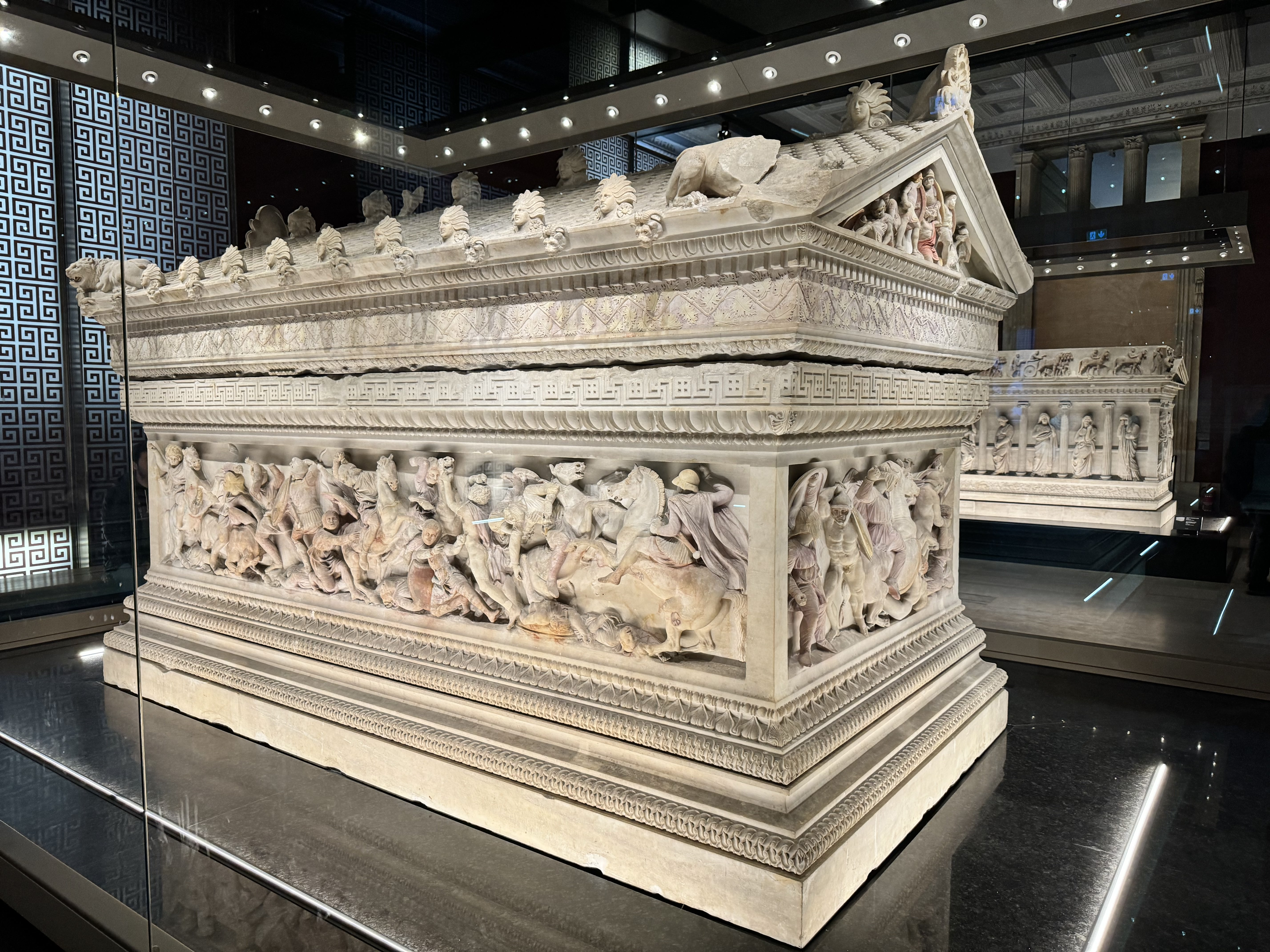
Sarcophage d'Alexandre. Nécropole de Sidon.

Le sarcophage dit d'Alexandre est un sarcophage hellénistique en marbre de la fin du IVe siècle av. J.-C., remarquablement conservé, provenant de la nécropole de Sidon, au Liban. Il est orné de bas-reliefs représentant Alexandre et divers récits historiques et mythologiques (salle 8).

#### Sarcophage des Pleureuses

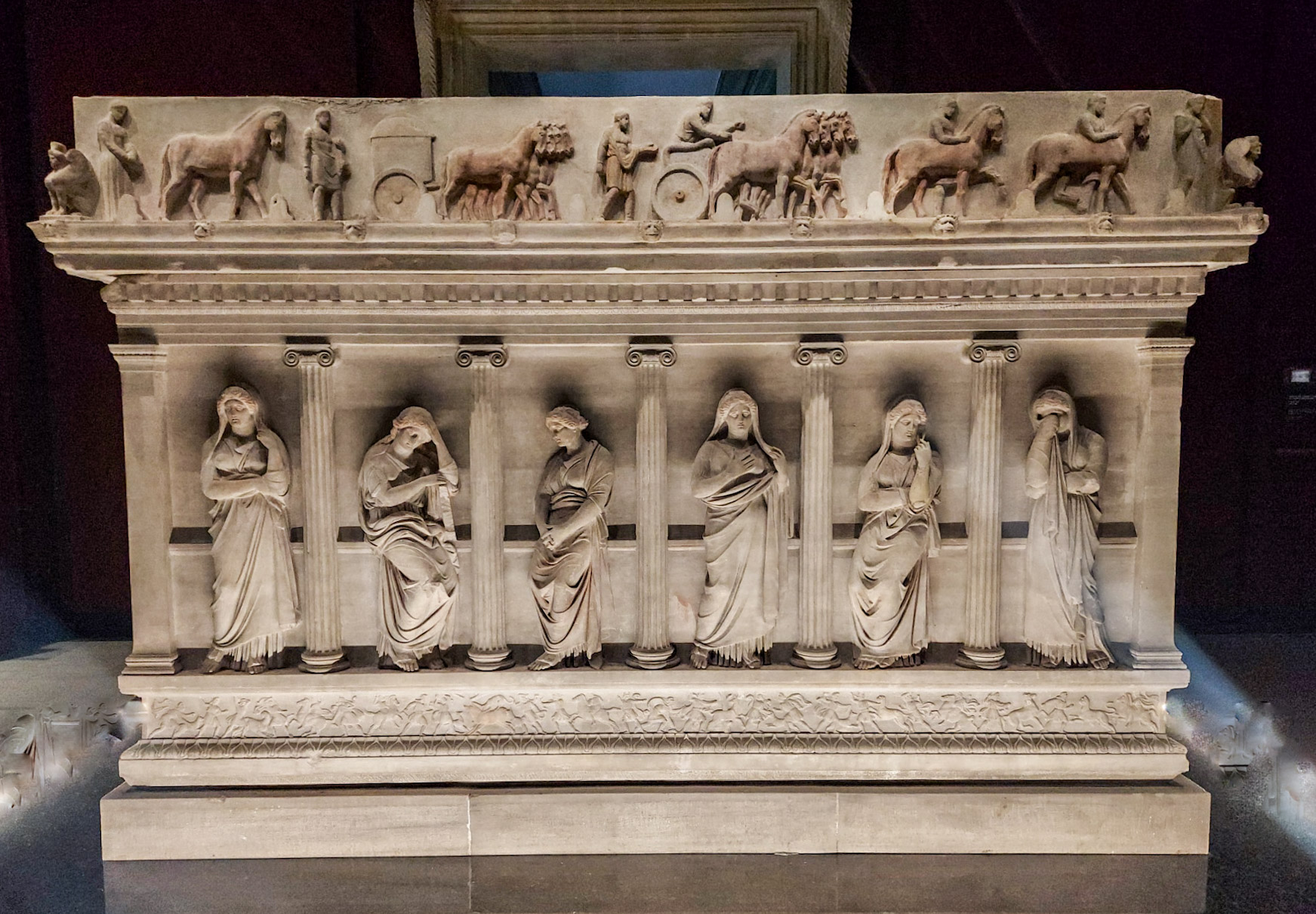
Sarcophage des Pleureuses

Le sarcophage des Pleureuses a été trouvé en 1887 dans les tombes royales de Sidon, par Osman Hamdi Bey, dans la même chambre funéraire que le sarcophage d'Alexandre (salle funéraire n° 3 de la nécropole). Ce sarcophage à colonnes  est un chef-d’œuvre de l'art hellénistique. On pense que ce tombeau est celui de Straton, roi de Sidon, mort en 360 av. J.-C..

#### Autres objets
- Salle 3 : sarcophage de Sidamara (IIIe siècle), découvert à Konya en 1950 ;
- Salle 10 : Inscriptions phéniciennes de Sidon et sarcophages à forme humaine ;
- Salle 13 : Lionne (IVe siècle av. J.-C.) du mausolée d'Halicarnasse ;
- Salle 18 : Statue colossale de Zeus.

- Bâtiment principal, rez-de-chaussée

"Bâtiment
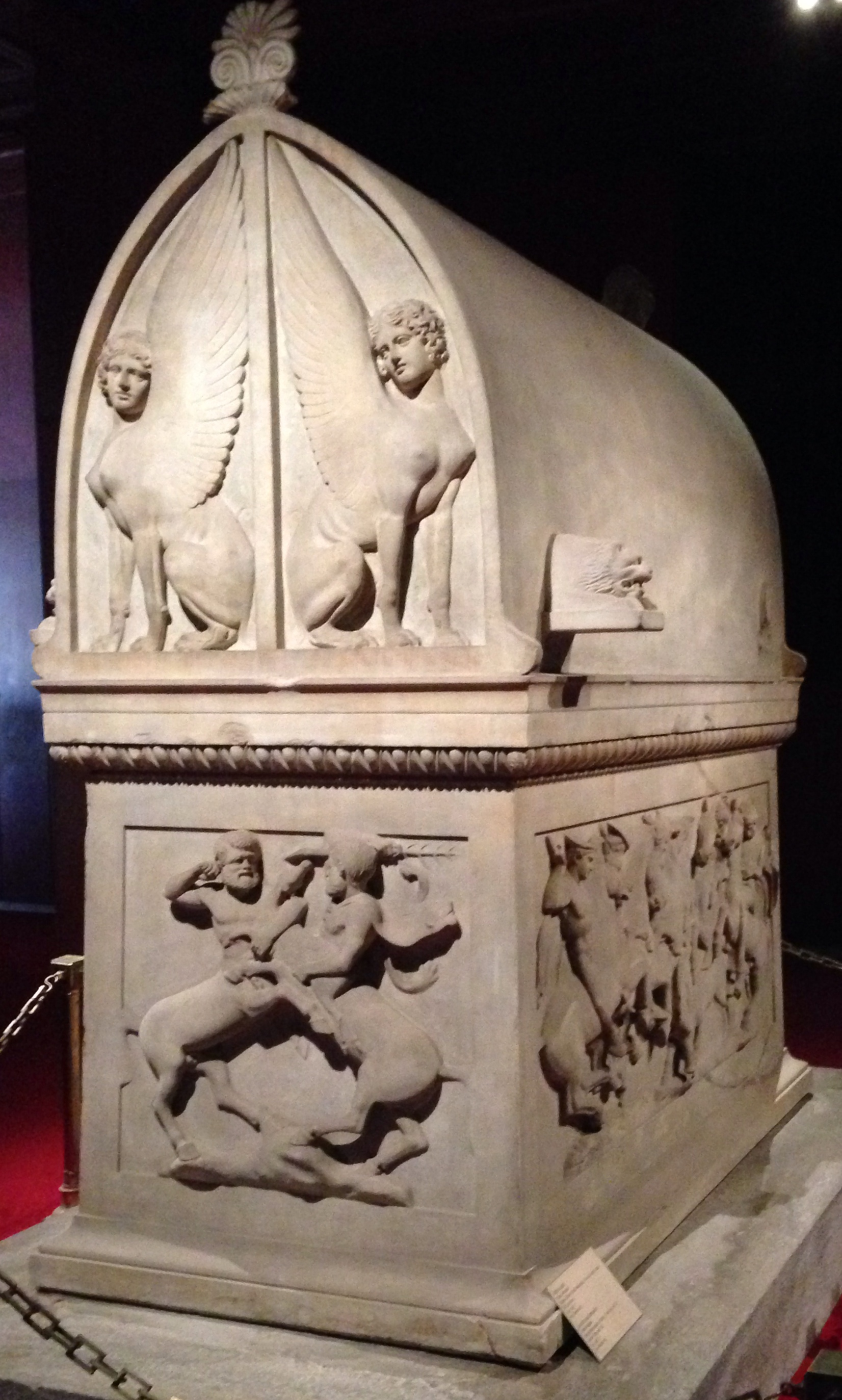
Sarcophage lycien. Nécropole de Sidon.
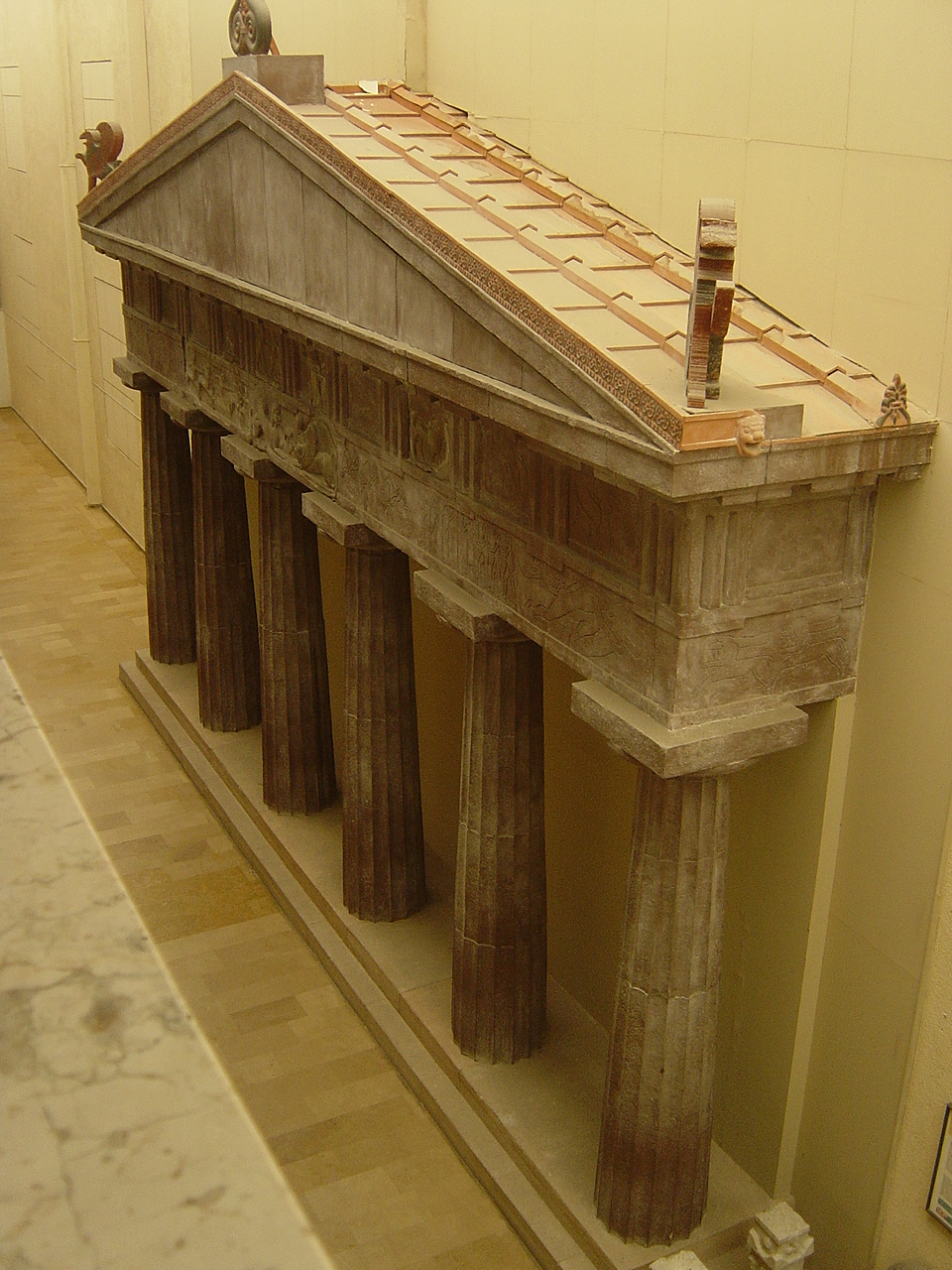
Fronton et fûts d'un temple.
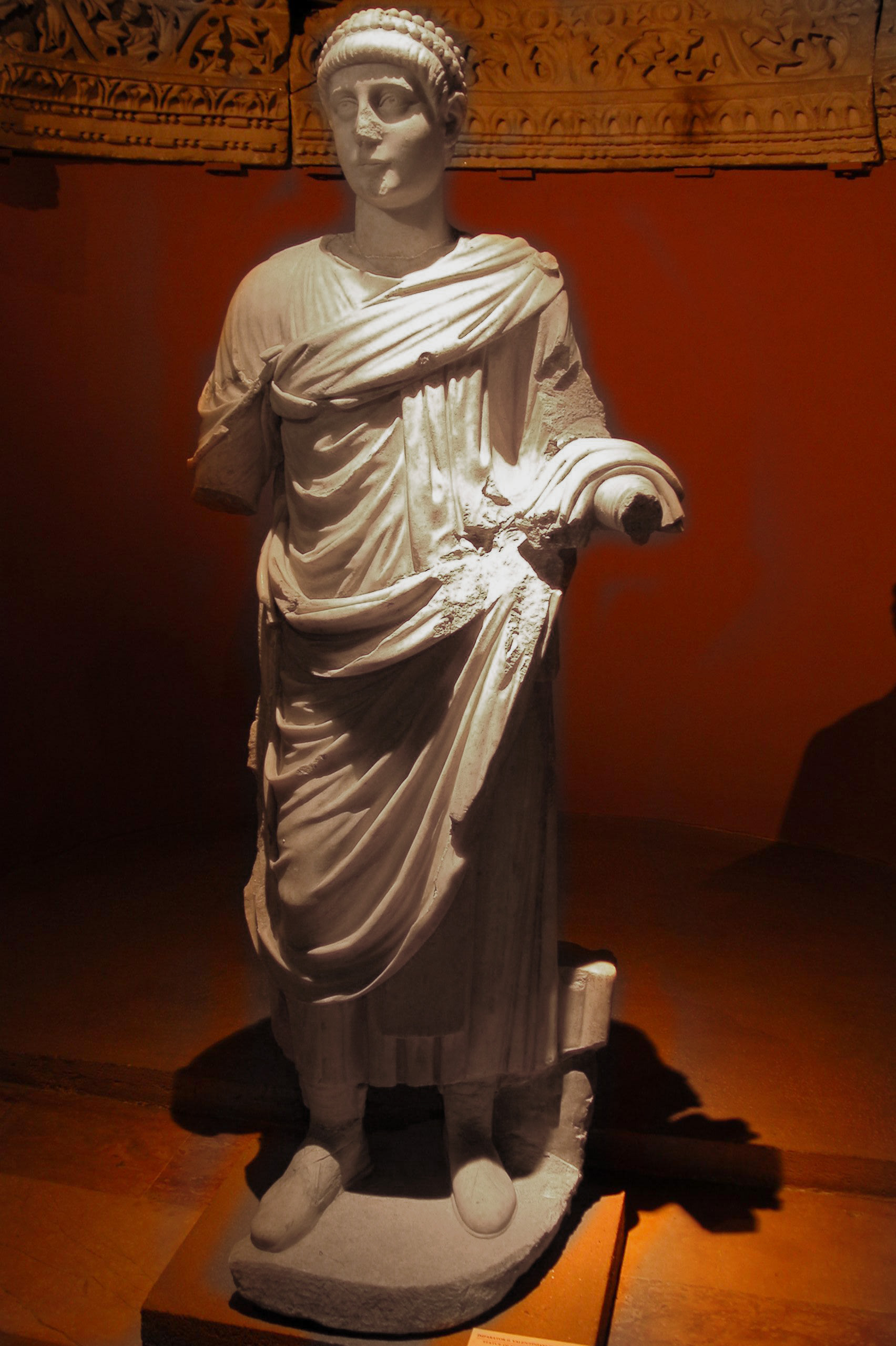
Statue de l'empereur Valentinien II.
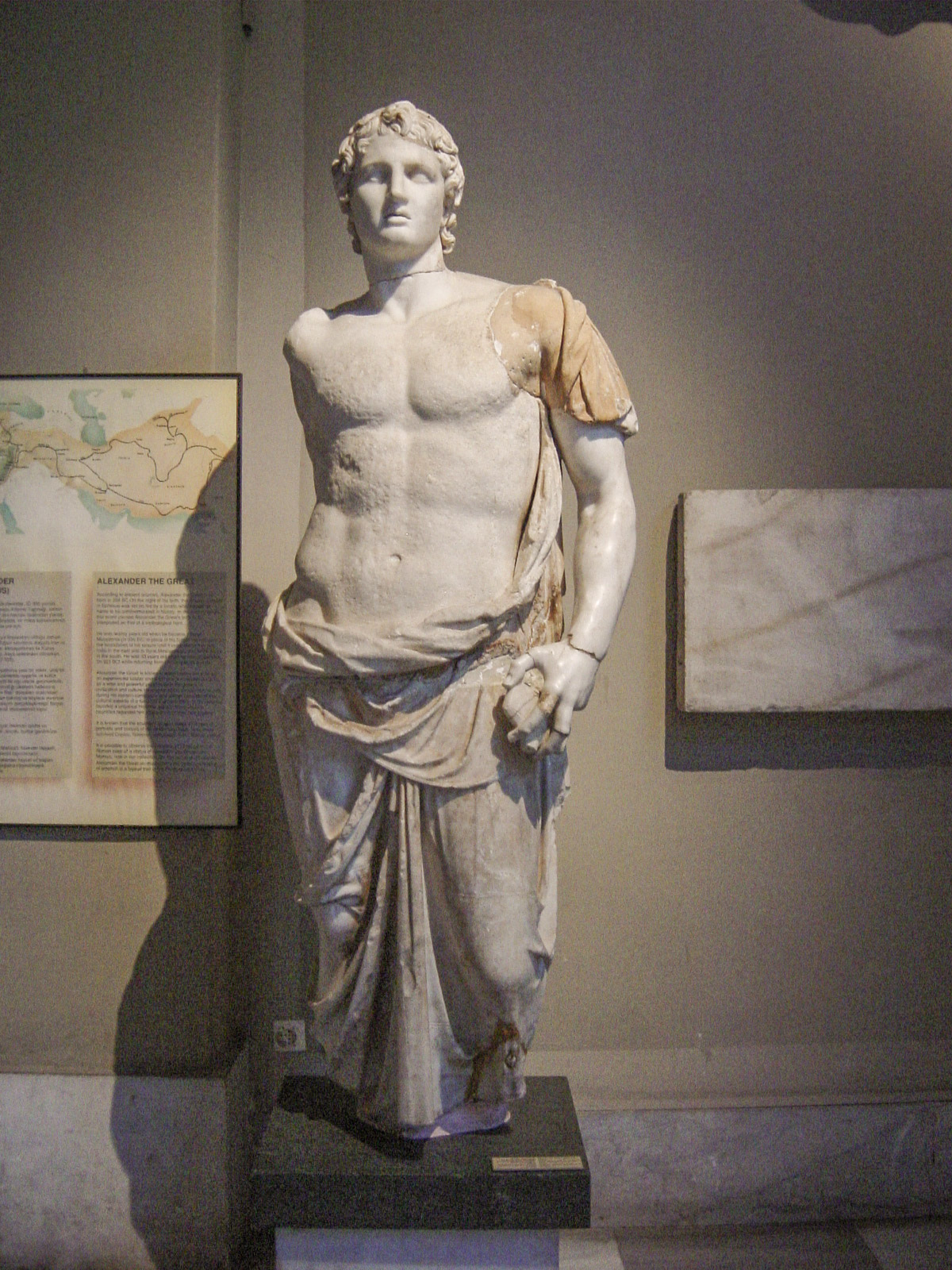
Statue d' Alexandre le Grand.

Étage supérieur
- bronzes de Chypre, vases grecs, monnaies. Entre autres, des objets de Troie VII b (par exemple des gobelets avec une anse horizontale et une anse verticale) ;
- fragment de la tête de la Colonne serpentine de l'Hippodrome.

- Bâtiment principal, 1er étage

"Bâtiment
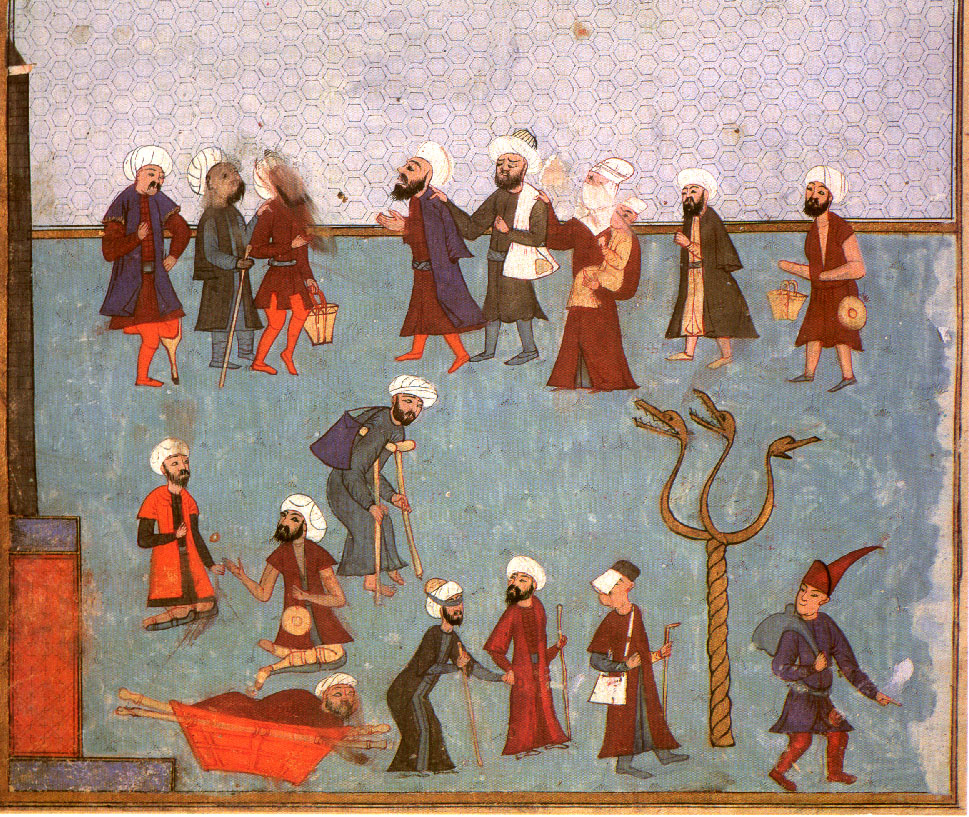
La Colonne serpentine, encore intacte, sur une miniature ottomane de 1582. Sürname de Mourad III, musée de Topkapı.
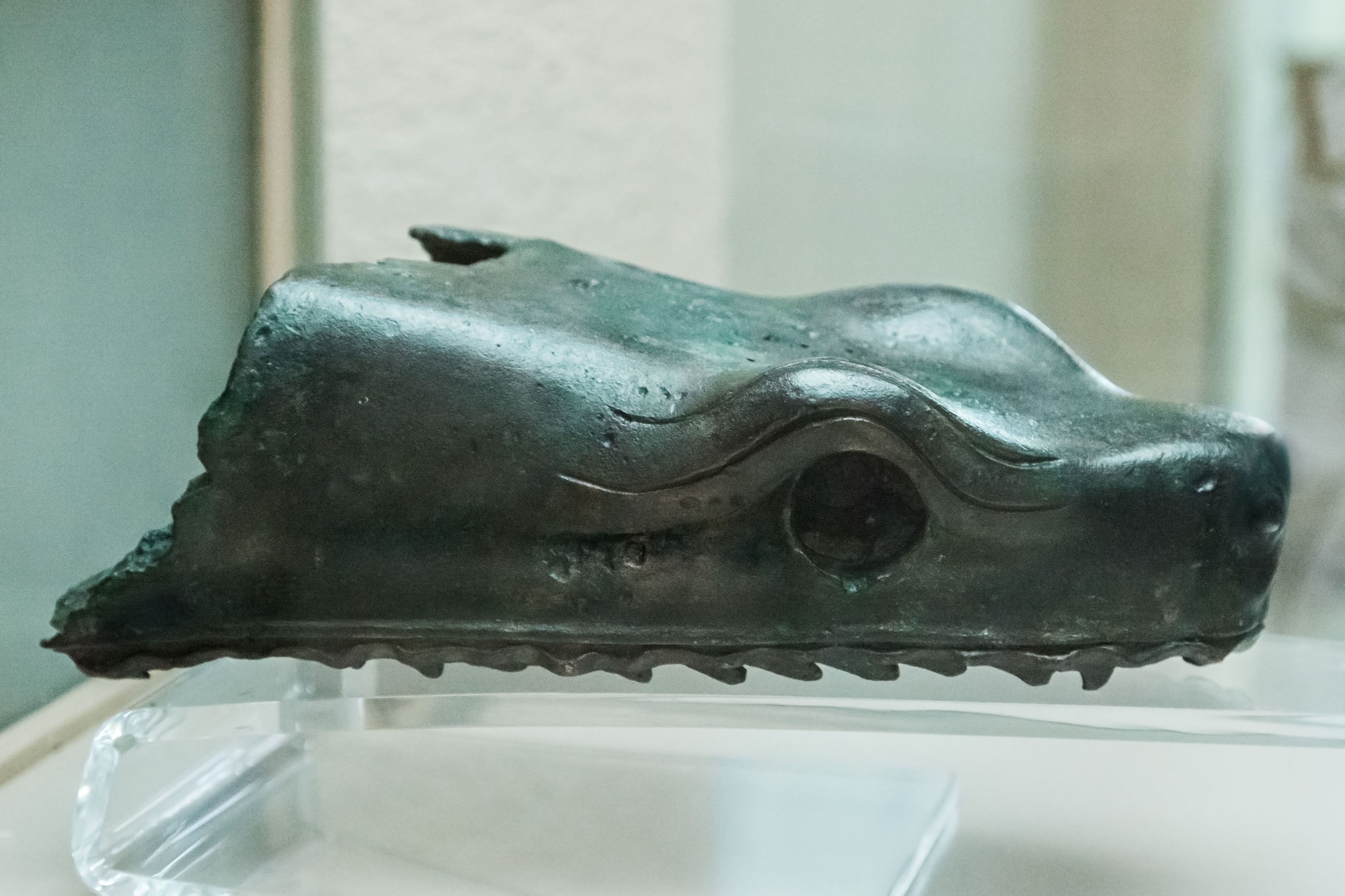
Tête d'un des serpents de la Colonne serpentine. Musée archéologique d'Istanbul.

La nouvelle aile abrite des salles d'expositions thématiques : « Istanbul à travers les âges », « L'Anatolie et Troie à travers les âges », « Cultures autour de l'Anatolie : Chypre, Syrie, Palestine », ainsi qu'un musée pour enfants.

### Musée des Œuvres de l'Orient Ancien

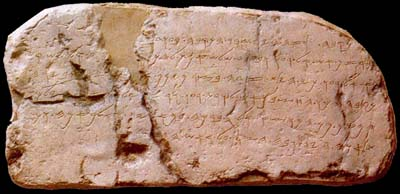
Inscription de Siloé.

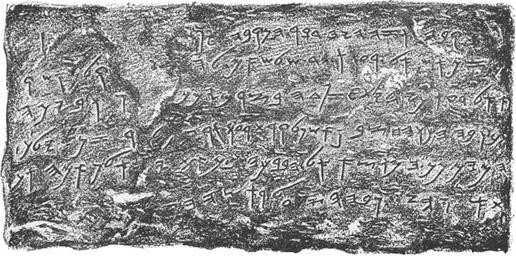
Transcription de l'inscription de Siloam.

Le musée des Œuvres de l'Orient Ancien conserve une archive de documents cunéiformes, et expose des œuvres des peuples orientaux anciens tels que les Assyriens, les Babyloniens, les Égyptiens, les Phéniciens, les Hébreux et les Hittites.
Le musée expose également l'inscription de Siloam, dont le retour à Jérusalem, demandé par Israël, n'a pas été suivi de succès.
Le musée des Œuvres de l'Orient Ancien occupe un bâtiment construit à partir de 1883 pour abriter une école de beaux-arts. En 1935, après une réorganisation, il a été converti en musée.

Antiquités orientales
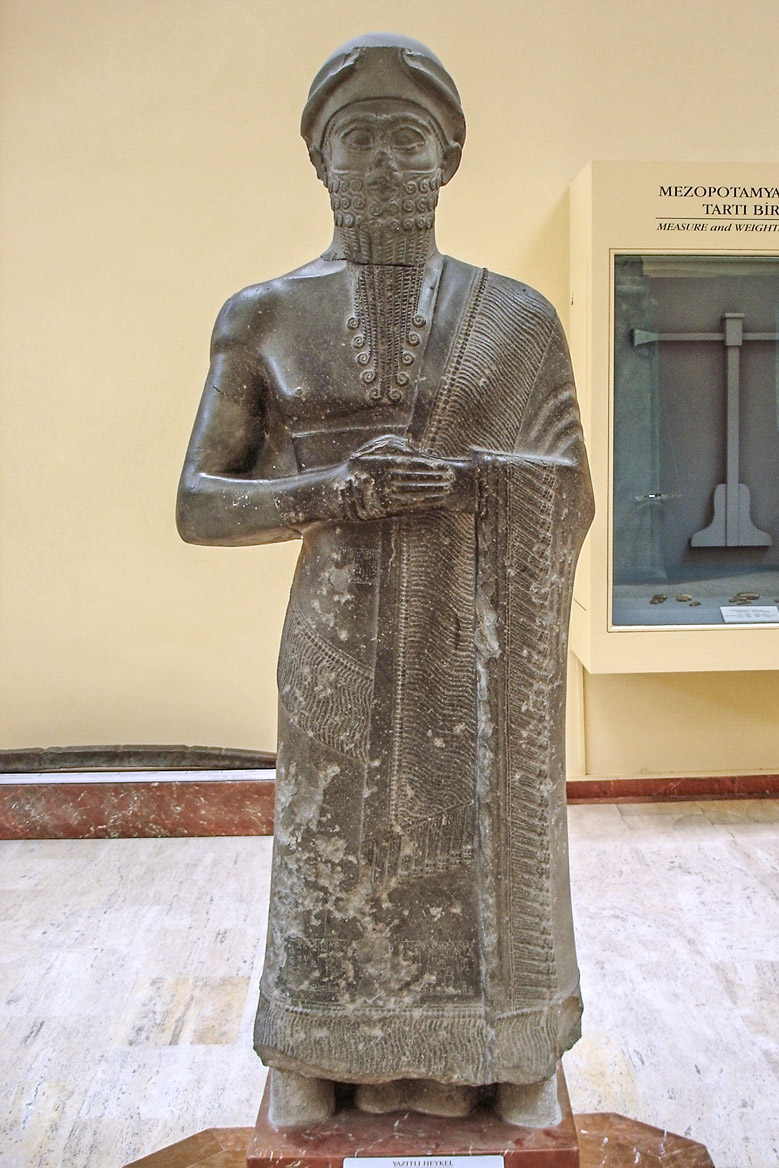
Puzur Ishtar, gouverneur de Mari.
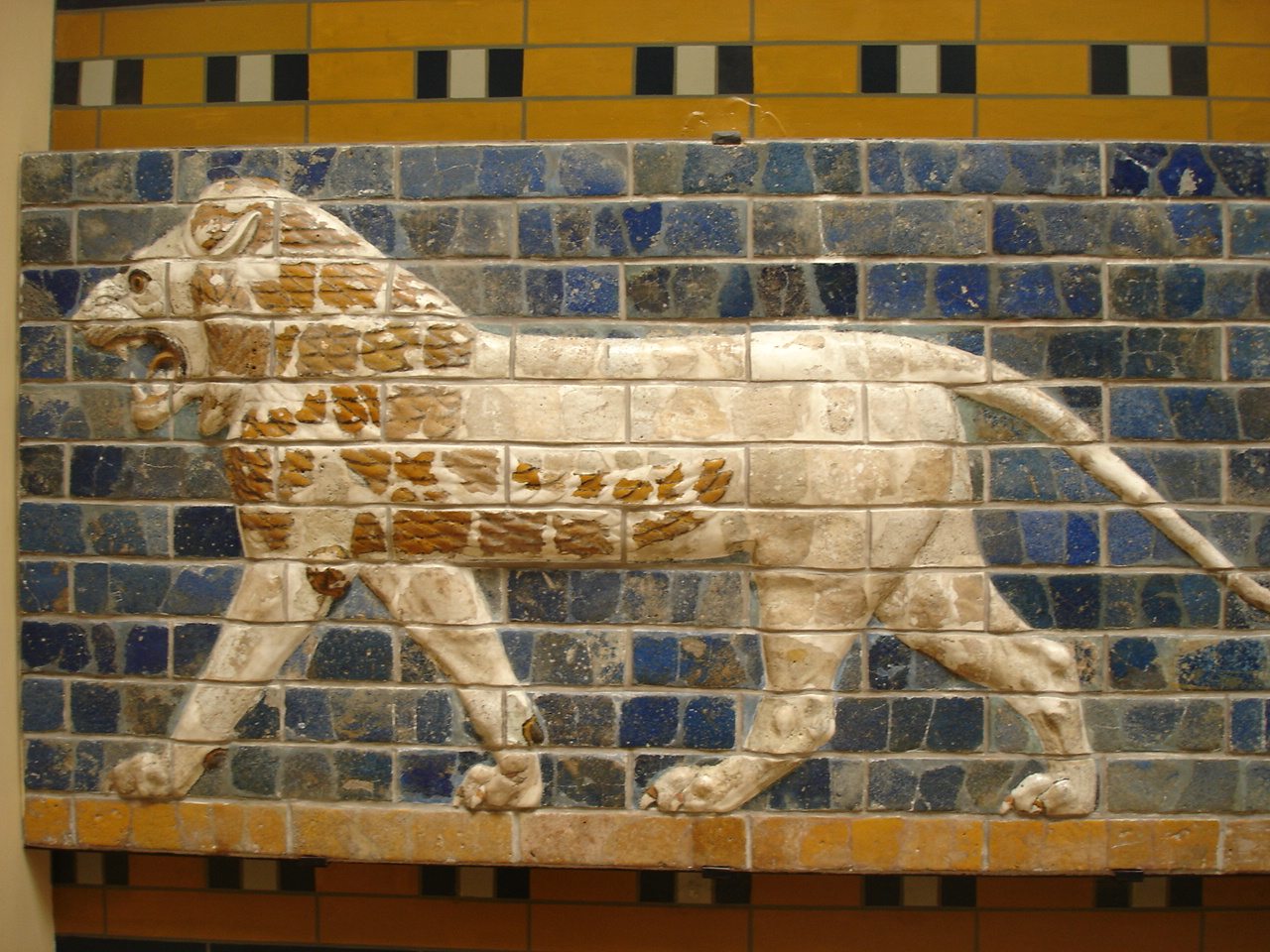
Panneau de briques vernissées de la porte d'Ishtar.
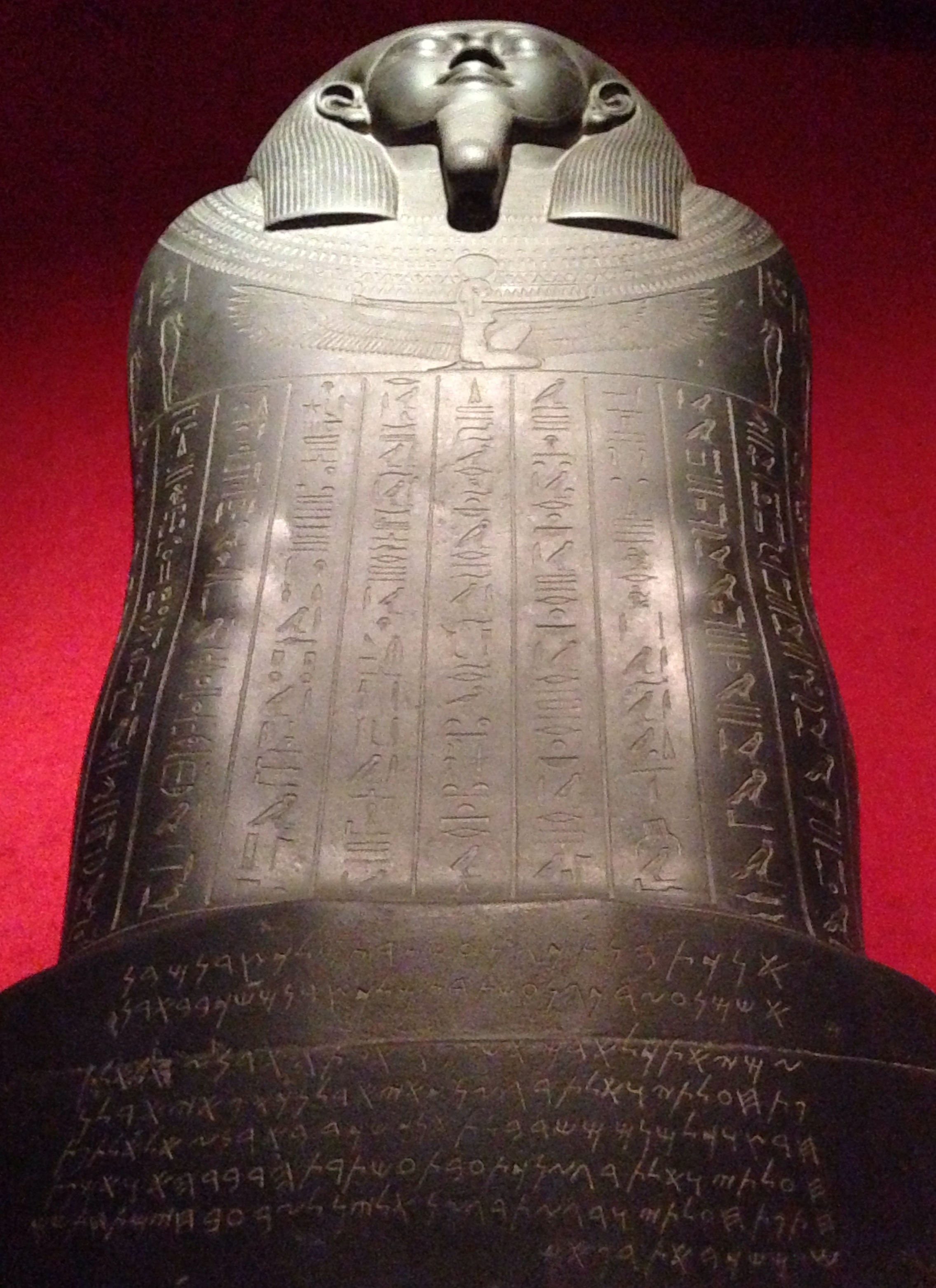
Sarcophage de Tabnit, en diorite. Nécropole de Sidon.
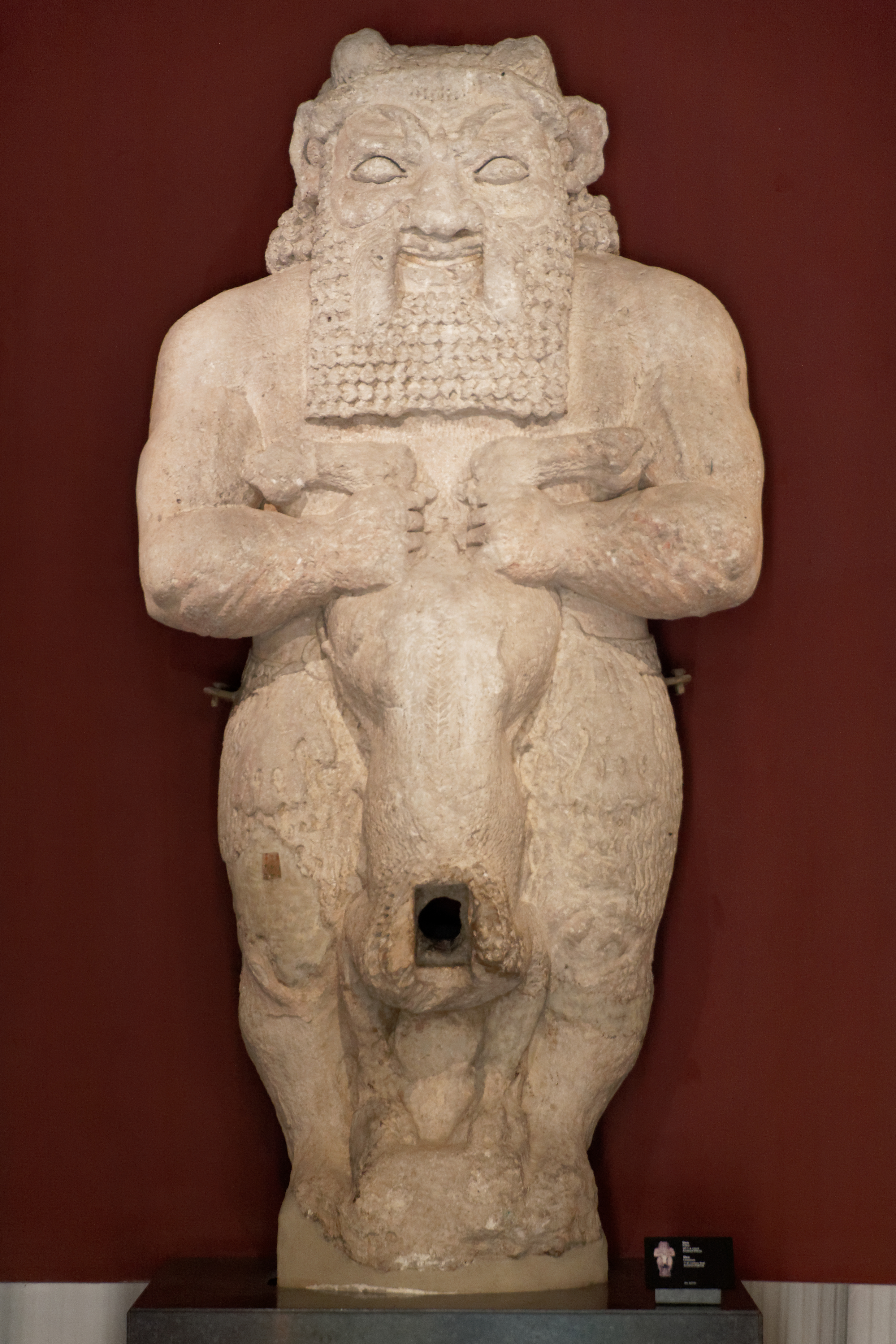
Statue colossale de Bes

### Pavillon émaillé

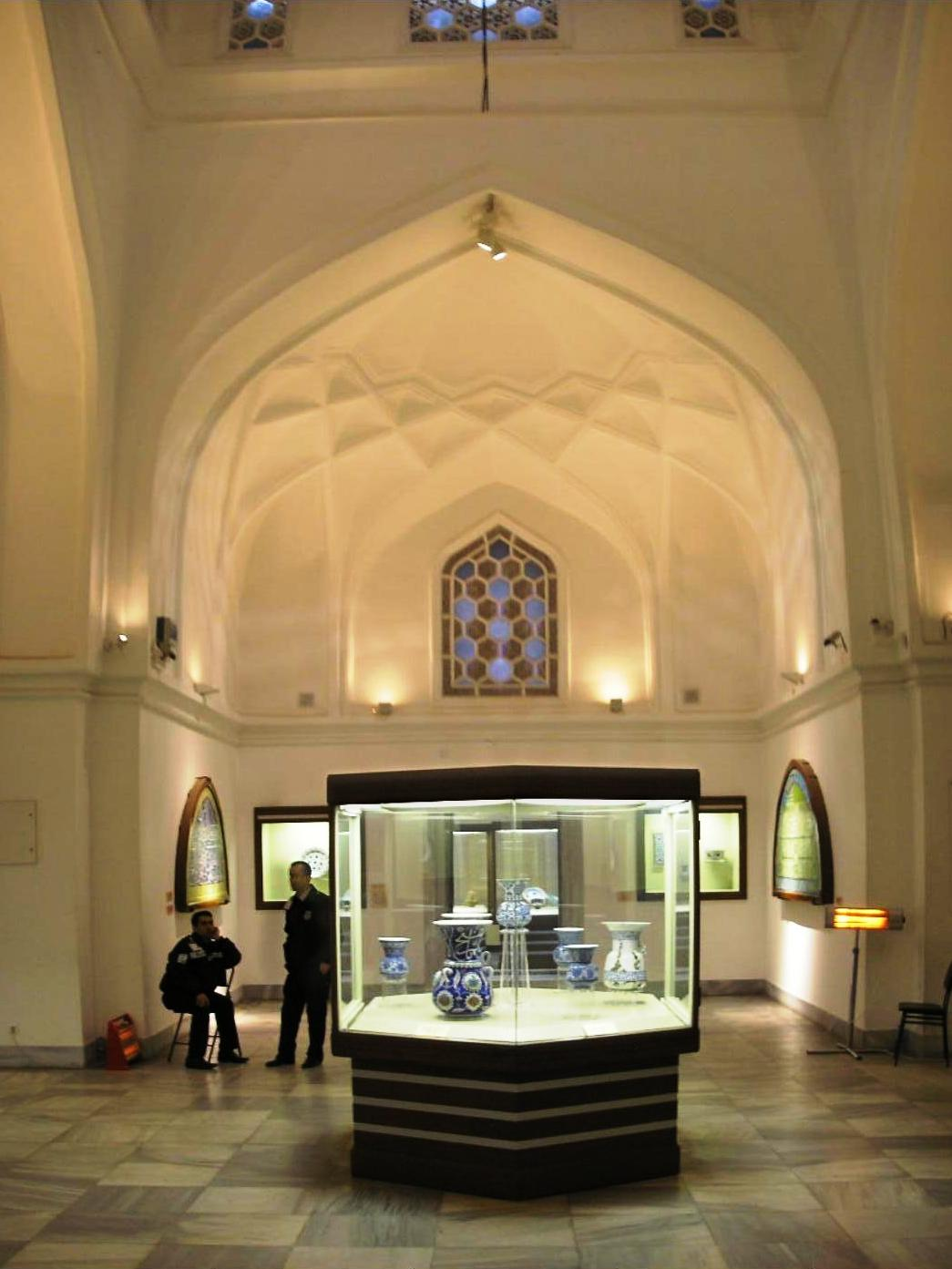
Salle centrale du Pavillon émaillé.

Le musée du Pavillon émaillé est l'un des plus anciens édifices d'architecture civile ottomane d'Istanbul.
Le musée archéologique d'Istanbul mène également des fouilles archéologiques, comme celle du site de l'école de manufacture militaire à Tophane.